# Johannes Nitsche
Johannes Carl Christian Nitsche (Olbernhau, Saxônia, 1925 — 9 de agosto de 2006) foi um matemático alemão.

## Obras
- Vorlesungen über Minimalflächen, Springer 1975, Grundlehren der mathematischen Wissenschaften (primeiro volume em inglês por Cambridge University Press 1999, dois outros volumes estavam programados, mas permaneceram incompletos)
- Plateau´s Problems and their modern Ramifications, American Mathematical Monthly, Volume 81, 1974, p. 945 (recebeu o Prêmio Lester R. Ford)